# Юлий Франц (герцог Саксен-Лауэнбурга)
Юлий Франц Саксен-Лауэнбургский (нем. Julius Franz von Sachsen-Lauenburg; 16 сентября 1641, Прага — 30 сентября 1689, Рейхштадт) — последний герцог Саксен-Лауэнбургский с 30 июля 1666, имперский фельдмаршал (22 сентября 1683).

## Биография
Юлий Франц — младший сын герцога Юлия Генриха Саксен-Лауэнбургского и его третьей супруги Анны Магдалены (ум. 1668), дочери барона Вильгельма Попеля фон Лобковица. Принц воспитывался в католической вере.
В 1666 году Юлий Франц пришёл к власти в Саксен-Лауэнбурге после безвременной смерти его старшего сводного брата Франца Эрдмана. Юлий Франц сумел выкупить заложенный в течение нескольких столетий Любеку город Мёльн и другие земли Саксен-Лауэнбурга. После смерти матери Юлий Франц проживал преимущественно в своих поместьях в Богемии. 20 ноября 1665 года он приобрёл поместье Купферберг. 17 марта 1676 получил от императора чин генерала кавалерии. В 1687 году основал стекольное производство в Юлиустале.
Юлий Франц дослужился в имперской армии до звания фельдмаршала. 6 марта 1682 года он набрал в Богемии собственный полк саксен-лауэнбургских кирасиров и в 1683 году принимал участие во второй обороне Вены.
После смерти Юлия Франца в Саксен-Лауэнбурге развернулась борьба за его наследство. Незадолго до своей смерти Юлий Франц передал своих дочерей под защиту императора Леопольда I. Несмотря на то, что в Саксен-Лауэнбурге разрешалось наследование по женской линии, император наложил на герцогство секвестр. За дочерьми Юлия Франца сохранились только их богемские владения, а они сами переехали к тётке в Рейхштадтский дворец. Юлий Франц стал последним герцогом Саксен-Лауэнбурга из рода Асканиев, с его смертью угасла линия Саксен-Лауэнбург-Ратцебург, а титул перешёл к брауншвейгским Вельфам. Шлаккенвертский дворец позднее унаследовал маркграф Людвиг Вильгельм Баденский.

## Потомки
9 апреля 1668 года Юлий Франц женился в Зульцбахе на Гедвиге Пфальц-Зульцбахской (1650—1681), дочери пфальцграфа Кристиана Августа Зульцбахского. У супругов родились:
- Мария Анна Терезия (1670—1671)
- Анна Мария Франциска (1672—1741), замужем за пфальцграфом Филиппом Вильгельмом Нейбургским (1668—1693), затем за великим герцогом Тосканским Джаном Гастоне Медичи (1671—1737)
- Мария Сибилла Августа (1675—1733), замужем за маркграфом Людвигом Вильгельмом Баденским (1655—1707)